# Édouard Thouvenel
Édouard Antoine Thouvenel (ur. 11 listopada 1818 w Verdun, zm. 18 października 1866 w Paryżu) – francuski dyplomata i polityk w rządzonej przez Napoleona III Francji.

## Życiorys
W dyplomacji francuskiej zadebiutował w wieku 26 lat – był członkiem misji dyplomatycznej (attaché) w Brukseli, a następnie sekretarzem poselstwa w Atenach. Od 1849 minister pełnomocny w Królestwie Greckim, a w roku następnym ambasador w Królestwie Bawarii. Po wojskowym puczu przeciwników króla Maksymiliana II Wittelsbacha, 2 grudnia 1850 powrócił do Paryża. Od 1851 kierownik Departamentu Spraw Politycznych MSZ. Ambasador w Turcji w latach 1855-1860 i minister spraw zagranicznych II Cesarstwa Francuskiego w latach 1860-1862. Odmówił udzielenia pomocy rządu francuskiego powstańcom styczniowym, podczas rozmów z księciem Adamem Czartoryskim.

## Odznaczenia
Francuskie
- Krzyż Wielki Legii Honorowej[4]
- Wielki Oficer Legii Honorowej[5]

Zagraniczne
- Krzyż Wielki Orderu Zbawiciela (Królestwo Grecji)
- Krzyż Wielki Orderu Świętego Grzegorza Wielkiego (Państwo Kościelne)
- Krzyż Wielki Orderu Konstantyńskiego Świętego Jerzego (Królestwo Obojga Sycylii)
- Order Orła Czarnego (Królestwo Prus)
- Order Królewski Serafinów (Królestwo Szwecji)
- Krzyż Wielki Orderu Świętych Maurycego i Łazarza (Królestwo Sardynii)
- Krzyż Wielki Orderu Zasługi Korony Bawarskiej (Królestwo Bawarii)
- Krzyż Wielki Orderu Zasługi Świętego Michała (Królestwo Bawarii)
- Wielka Wstęga Orderu Leopolda (Królestwo Belgii)
- Krzyż Wielki Orderu Karola III (Królestwo Hiszpanii)
- Krzyż Wielki Orderu Lwa Niderlandzkiego (Królestwo Niderlandów)
- Krzyż Wielki Orderu Gwelfów (Królestwo Hanoweru)
- Łańcuch Orderu Rycerskiego Grobu Bożego w Jerozolimie (Państwo Kościelne)
- Krzyż Wielki Orderu Świętego Aleksandra Newskiego (Imperium Rosyjskie)
- Krzyż Wielki Orderu Guadalupe (Cesarstwo Meksyku)
- Krzyż Wielki Orderu Chrystusa (Cesarstwo Brazylii)
- Krzyż Wielki Orderu Korony Żelaznej (Cesarstwo Austrii)
- Wielka Wstęga Orderu Medżydów (Imperium Osmańskie)
- Krzyż Wielki Orderu San Marino (Republika San Marino)
- Wielka Wstęga Orderu Sławy (Bej Tunisu)